# Широке (заповідне урочище)
Широ́ке — один з об'єктів природно-заповідного фонду Луганської області, заповідне урочище місцевого значення.

## Розташування
Заповідне урочище розташоване в Старобільському районі Луганської області, на схід від села Західне, на території Старобільського лісництва державного підприємства «Старобільське лісомисливське господарство».

## Історія
Заповідне урочище місцевого значення «Широке» оголошено рішенням Луганської обласної ради народних депутатів № 7/23 від 17 квітня 2003 р.

## Загальна характеристика
Заповідне урочище «Широке» загальною площею 96,0 га являє собою типові для південних відрогів Середньоруської височини ділянки байрачного лісу з характерним для них рослинно-тваринним комплексом.
До заповідного урочища входять п'ять лісових масивів, які займають площу: 75,5; 10,5; 8,0; 4,0; 2,4 га. Найбільшим серед них є ліс «Широкий».
Заповідне урочище має велику наукову і лісогосподарську цінність як еталон природних дібров степової зони України.